# Human (альбом Рода Стюарта)
Human — музичний альбом Рода Стюарта. Виданий 12 березня 2001 року лейблом Atlantic. Загальна тривалість композицій становить 45:23. Альбом відносять до напрямку рок, поп.

## Список пісень
1. «Human» — 3:48
2. «Smitten» — 5:00
3. «Don't Come Around Here» — 3:49
piosenka została nagrana przy współpracy z Helicopter Girl
4. «Soul On Soul» — 4:30
5. «Loveless» — 4:00
6. «If I Had You» — 4:18
7. «Charlie Parker Loves Me» — 4:41
8. «It Was Love That We Needed» — 4:11
9. «To Be With You» — 3:56
10. «Run Back Into Your Arms» — 3:26
11. «I Can't Deny it» — 3:44